# Цвид Макар Омелянович
Макар Омелянович Цвид (*1889, Світязь — †23 червня 1941, Луцьк) — військовий, громадський діяч, хорунжий Армії УНР.

## Життєпис
Народився у селі Світязь на Волині в 1889 році.
Учасник Перших Визвольних змагань в Армії УНР від 1918 по 1920 рік. Служив у чині хорунжого в 4-ому пішому Холмському полку Армії УНР, переформований у 53-й Холмський полк, що діяв у напрямку Коростеня.
У повоєнному часі за участь в лівих партіях та організаціях на Волині засуджений польською владою двічі: у 1924 році відбував покарання у Ковельській тюрмі та 1931 році був ув'язненим у Луцькій тюрмі та Березі Картузькій.
1 листопада 1940 року заарештований органами НКВС, звинувачений за зв'язки з націоналістичним підпіллям. На час слідчих дій перебував в ув'язненні у тюрмах Ковеля, згодом переведений у Луцьку тюрму.
Розстріляний органами НКВС у Луцькій тюрмі 23 червня 1941 року.